# Parathamnium negrosense
Parathamnium negrosense là một loài rêu trong họ Thamnobryaceae. Loài này được (E.B. Bartram) Ochyra mô tả khoa học đầu tiên năm 1991.